# Nossa Senhora de Machede
Nossa Senhora de Machede ist eine Gemeinde (Freguesia) im portugiesischen Kreis Évora. In ihr leben 939 Einwohner (Stand 19. April 2021).